# Formato de 35 mm

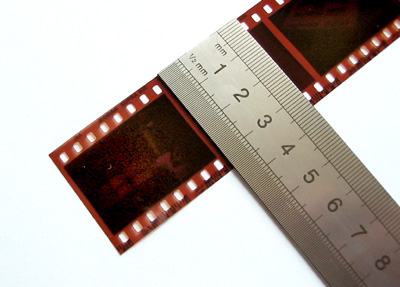
El también llamado formato fotográfico de mide 24 × 36 mm. Debe su nombre a los 35 mm de ancho de la película del formato 135.

El formato de 35 mm, o simplemente 35 mm, es el nombre común para un formato de película o formato del sensor de imagen de 24 × 36 mm usado en fotografía. Tiene una relación de aspecto de 3:2, y un tamaño en la diagonal de aproximadamente 43 mm. Se ha empleado en innumerables aplicaciones fotográficas que incluyen cámaras telemétricas (película y digitales), cámaras digitales sin espejo, cámaras reflex digitales, cámaras compactas y las cámaras de película desechables.
El formato fue creado originalmente por Oskar Barnack con la introducción de su cámara Leica en la década de 1920. Por esta razón, a veces se lo llama formato Leica o formato Barnack. El nombre 35 mm se origina con el ancho total de la película del formato 135, el cartucho de película perforada que fue el principal medio hasta la invención de las DSLR de fotograma completo. El término formato 135 se mantiene en uso. En fotografía digital, el formato ha llegado a ser conocido como fotograma completo, full frame, FF o FX, siendo este último una marca registrada de Nikon. Históricamente el formato de 35 mm a veces es llamado formato miniatura o formato pequeño, para diferenciarlos de los formatos medio y grande.